# Gerhard Munthe (Maler)

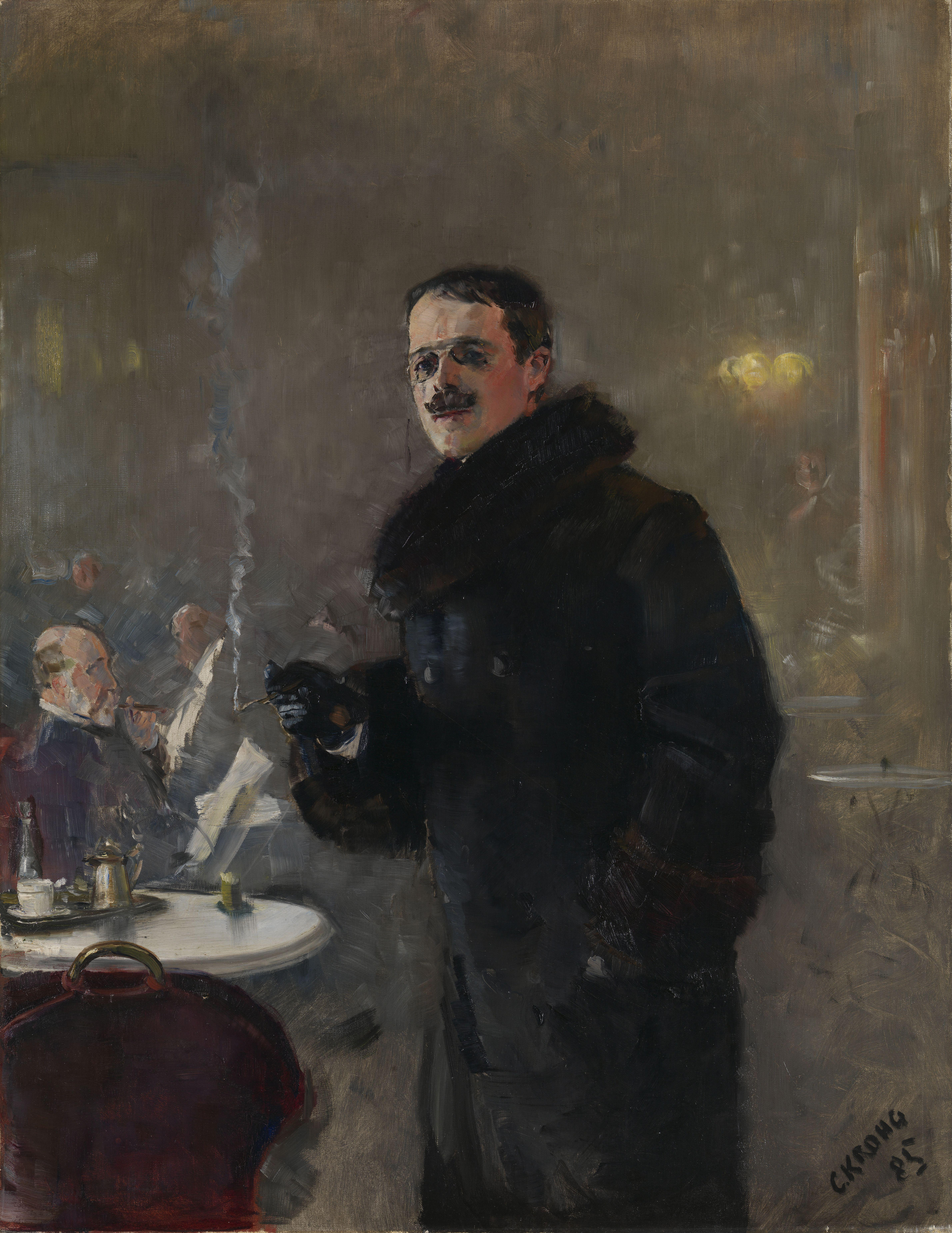
Gerhard Munthe gemalt von Christian Krohg (1885)

Gerhard Peter Frantz Wilhelm Munthe (* 19. Juli 1849 in Skansehagen, Elverum, Hedmark; † 15. Januar 1929 in Bærum, Akershus) war ein norwegischer Maler, Grafiker und Designer.

## Leben

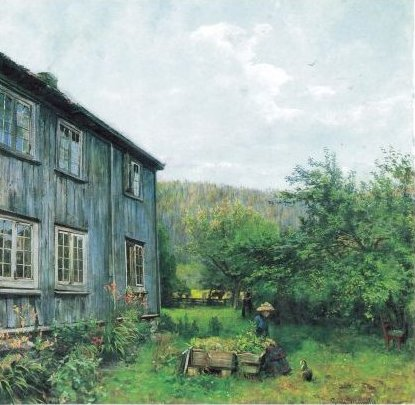
Bondehagen (1885)

Gerhard Munthe war das dritte Kind von Christopher Pavels Munthe (1816–1884) und Christine Margrethe Pavels Abel. Sein Vater war Kreisarzt. In seinem Geburtsjahr kaufte seine Familie einen zweiten Hof, Alfheim, in Elverum. Dort wuchs er zusammen mit seinen zwölf Geschwistern auf. Seine Schwester Margrethe wurde später eine bekannte Autorin.
Im Jahr 1869 schloss er die Schule ab. Er überlegte, ob er Arzt werden sollte wie sein Vater, dieser jedoch bestärkte ihn, seiner künstlerischen Begabung zu folgen. Als er im Sommer eine Reise zu seinem Onkel nach Sogndal machte, lehrte ihn dieser die Natur und Landschaft zu beobachten. Das war eine wichtige Grundlage für sein späteres Wirken als Landschaftsmaler.

### Ausbildung und Anfänge in der Malerei
Im folgenden Jahr ging er auf die Malerschule in Christiania, die von Johan Fredrik Eckersberg geführt wurde. Er befreundete sich mit Eilif Peterssen und Frits Thaulow, die ebenfalls dort Schüler waren. Nach drei Monaten verstarb Eckersberg und die Schule wurde von Morten Müller und Knud Bergslien übernommen. Bis 1874 blieb Munthe auf der Schule und wechselte danach zur königlichen Zeichenschule. Später berichtete er, dass der Unterricht des Bildhauers Julius Middelthuns für ihn von großem Nutzen gewesen sei.
Im Herbst 1874 fuhr er nach Düsseldorf zu seinem entfernten Verwandten Ludvig Munthe, der seinerzeit ein bewunderter Landschaftsmaler war. Munthe malte während des Aufenthalts zwar nicht viele Bilder, dennoch knüpfte er an die Landschaftsmalerei Ludvig Munthes an, bei dem er ebenso Privatunterricht nahm wie bei Andreas Achenbach. 1876 bis 1878 war Munthe Mitglied des Künstlervereins Malkasten.
Zwischen 1874 und 1876 pendelte Munthe zwischen Christiania und Düsseldorf. Dann ersuchte er die Regierung um ein Reisestipendium für eine weitere Ausbildung. Sein erklärtes Ziel war Paris, und er lernte französisch. Ein Studio und geeignete Modelle waren in Paris so teuer, dass er 1877 bis 1882 in München verbrachte. Viele seiner Kollegen waren ebenfalls in der Stadt oder hatten sie schon besucht. Auch befreundete er sich mit Erik Werenskiold. Munthe wurde zu einer führenden Person in der Münchener Kulturszene und war von 1878 bis 1879 Vorsitzender des nordischen Vereins. Zwar besuchte er keine Kurse der Kunstakademie, dafür orientierte er sich in den Museen der Stadt und malte über 70 Ölbilder. Zunächst waren die Bilder nach norwegischen Studien komponiert. Sie hatten ein lang gestrecktes Format, waren dunkel und besaßen einen poetischen Unterton. Ein typisches Beispiel dafür ist das Ölgemälde Forstadsparti von 1879. Das Bild Nevlunghavn aus dem Jahr 1880 stellt hingegen ein markant farbiges Experiment Munthes dar.

### Protestbewegung der Studenten Christianias
1882 wieder zurück in Kristiania, geriet Munthe in eine Kontroverse zwischen der Studentenvereinigung und Christianias etablierten Kunstvereinigung. In Norwegen gab es derzeit keine Kunstakademie und Kunststudenten kehrten mit neuen Ideen und Kunstvorstellungen aus Europa, allen voran Paris, in die Heimat zurück. Die Studentenvereinigung, geleitet von Christian Krohg, Fritz Thaulow und Erik Werenskiold, organisierte einen Protest gegen die Kunstvereinigung Christianias und warf ihnen ihre Ausstellungs- und Einkaufspolitik vor. Zudem saßen nur Beamte und Bürger in der Vereinigung, jedoch keine Künstler. Daraufhin organisierte der Studentenverein die erste  Herbstausstellung nach dem Vorbild des Pariser Salons. Munthe unterstützte den Protest, obwohl er den Schritt eigentlich für zu radikal hielt. Ab 1884 erhielt die jährliche Herbstausstellung staatliche Unterstützung. Während der 1880er Jahre war Munthe ein häufiger Aussteller und von 1882 bis 1890 war er zudem Jurymitglied. Er bekam meist gute Kritiken und der Kunsthistoriker Andreas Aubert hebt Munthes Arbeiten in seinen Kritiken hervor.

### Die Jahre 1886 bis 1890
1886 verbrachte Munthe den Sommer in einer Künstlerkolonie in Fleskum am See Dælivannet. Alle Teilnehmer, darunter auch Eilif Pettersen, Harriet Backer und Erik Werenskiold, hatten ein Jahr in München verbracht und viele der Teilnehmer waren von japanischer Kunst inspiriert. Doch die neoromantischen Tendenzen in den Arbeiten seiner Kollegen, sprachen Munthe nicht an. Das Ereignis ging als Fleksumsommer in Norwegens Kunstgeschichte ein, da es den Beginn der Neoromantik im Land darstellt.

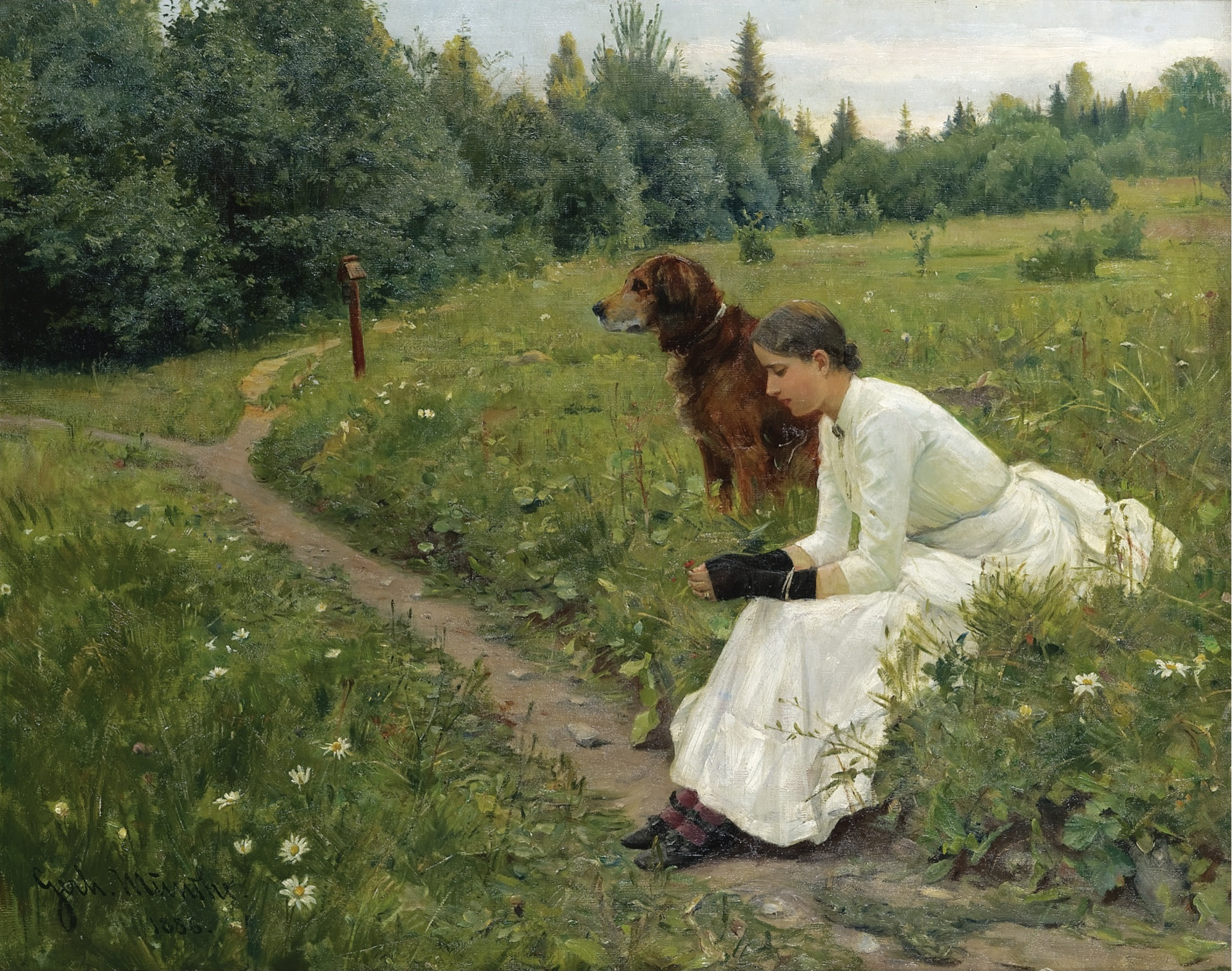
Sigrun Munthe, geborene Sandberg, abgebildet in Idyll (1886)

Am 21. Dezember 1886 heiratete Munthe die 20 Jahre jüngere Sigrun Sandberg (1869–1957) und zog nach Sandvika in Bærum um. Die Ehe blieb kinderlos und wurde im Dezember 1919 geschieden. Sandberg heiratete daraufhin den Polarforscher Fridtjof Nansen, der in der Nachbarschaft wohnte.
In den 1890er Jahren entwickelten sich in Europa antinaturalistische Tendenzen, und der norwegische Maler Edvard Munch wurde bekannt. Munthe unternahm jährliche Reisen ins Østlandet, wobei Ulvin bei Mjøsa und Røisheim im Bøverdalen zu seinen Lieblingsorten gehörten. Er behielt seinen naturalistischen Stil bei, auch wenn er ab den 1890er Jahren nicht mehr modern war. Doch auch Munthe entwickelte neue Ansichten, sein Hauptinteresse gilt nun nicht mehr der Landschaftsmalerei.

### Die Jahre 1890 bis 1893
Seit den 1870er Jahren gab es die Kunstbewegung des Ästhetizismus, auch Aesthetic Movement genannt. Sie basierte auf japanischen Idealen und propagierte die Schönheit im täglichen Leben. Der norwegische Professor für Kunstgeschichte Lorentz Dietrichson startet das Programm „Schönheit zu Hause“ und richtete das Kunstindustriemuseum in Christiania ein. Des Weiteren prägte die Schwedin Ellen Key mit einem Artikel und dem Buch Skönhet för Alla (deutsch: Schönheit für alle) und Carl Larsson, der das Buch Ett Hem über sein eigenes Haus in Lilla Hyttnäs veröffentlichte, Munthes Anschauungen. Weitere Vertreter der Bewegung „Skönvirke“, wie sie in Dänemark hieß, waren Thorvald Bindesbøll und Georg Arthur Jensen. In einem Brief an Carl Larsson schrieb Munthe, dass er gern mit dem Franzosen Eugène Grasset oder dem Dänen Thorvald Bildesböll verglichen werden wollte. Seit 1886 machte er sich mehr und mehr mit der japanischen Kunst vertraut. Zu Weihnachten 1890 bekam er von Bernt Grønvold ein Buch über japanische Kunst geschenkt, wahrscheinlich das Buch Japansk Malerkunst von Karl Madsen aus dem Jahr 1855. Munthe dankte ihm und schrieb: »Du hättest nichts finden können, dass ich mehr geschätzt hätte, noch war mir dieser Aspekt der japanischen Kunst bewusst.« Kurze Zeit später kam auch die Arts and Crafts Movement nach Norwegen; diese Bewegung ging ab der Jahrhundertwende in den Jugendstil über.

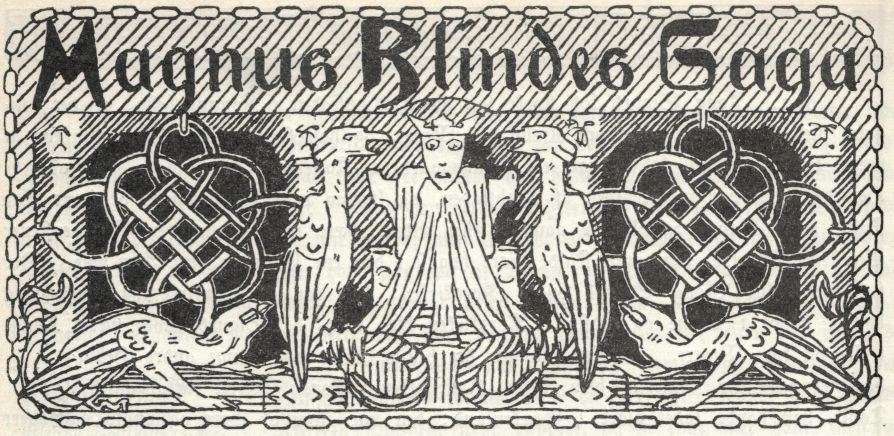
Titelfries der Saga Magnus Blindes

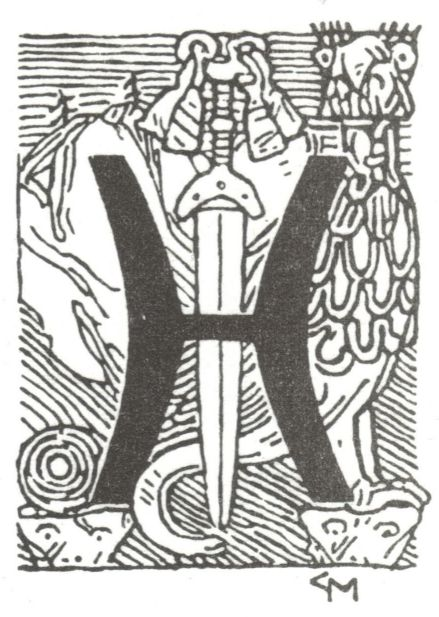
Illustration in der Saga Halvdan Svartes

Im November 1890 fing Munthe an sich mit Ornamenten zu befassen und entwarf Muster. Er beschäftigte sich mit Bauernkunst und las Landstads Volkslieder aus dem Mittelalter und moderne symbolische Literatur. Darüber hinaus entwickelt er eine „national norwegische“ Farbpalette mit Bezug zur Natur und Farben, basierend auf der alten norwegischen Volkskunst. Zu der Farbpalette gehörten leuchtendes Rot, rötliches Violett, Indigoblau, bläuliches Grün und sattes Gelb. Die Motive seiner Bilder sind den norwegischen Sagen und Erzählungen, mittelalterlichen Bildteppichen und Holzschnitzereien entlehnt. Auch spielte die Natur mit der Tier- und Pflanzenwelt eine große Rolle. Seine Frau bat ihn, ihr etwas zu zeichnen, dass sie später weben konnte. Daraufhin setzte sie Bilder Munthes in Tapisserien um. Ab 1894 wurden die Bildwirkereien in der Weberschule des Nordenfjeldske Kunstindustriemuseums in Trondheim unter Augusta Christensen und Ulrike Greve umgesetzt. Eine kleine Anzahl an Teppichen wurden auch von Frida Hansen und Kristine Johannessen produziert. Der Direktor des Museums Jens Thiis unternahm Anstrengungen Munthes Arbeiten dem internationalen Publikum zugänglich zu machen und so geschah es, dass Munthes Bildwirkereien im Jahr 1900 auf der Weltausstellung in Paris zu sehen waren. Die Teppiche zeigten Motive der Sage von Sigurd dem Kreuzfahrer. Darunter war auch der große Teppich mit dem Motiv Einzug König Sigurd’s in Konstantinopel. Nach der Ausstellung wurden die Tapisserien ins königliche Schloss nach Oslo gebracht.
Im Frühling 1892 machte Munthe eine kurze Studienfahrt nach Paris. Dort ließ er sich vom schwedischen Maler Georg Pauli leiten und betrachtete die Monumentalarbeiten des französischen Malers Puvis de Chavannes. In Samuel Bings Laden La Maison de l’Art Nouveau kaufte er japanische Keramik ein. Der Laden führte aber auch Kunst und Handwerk des damals zeitgemäßen Jugendstils.
Im gleichen Jahr wurde Munthe Mitglied der Direktion der norwegischen Nationalgalerie, in der er ab 1905 auch Vorsitzender war.
1893 schaffte Munthe den endgültigen Durchbruch mit der Ausstellung Sort og Hvidt in Christiania. Dort stellte er elf Aquarelle aus, unter den sich Fiere, De tre prinsesser, Mørkredd, Helhesten, Blodtårnet, Trollebotn und Den onde stemor befanden. Die Medien waren begeistert und die Zeitung Morgenbladet berichtete in der Vorschau der Ausstellung, dass die Werke die Zukunft der Ornamente einleiten würden. So folgten weitere Ausstellungen in Paris und Chicago (1893), Stockholm (1894), Berlin (1896) und St. Petersburg (1897).

### Illustrationen von Vorzeitsagas und Märchenmotive

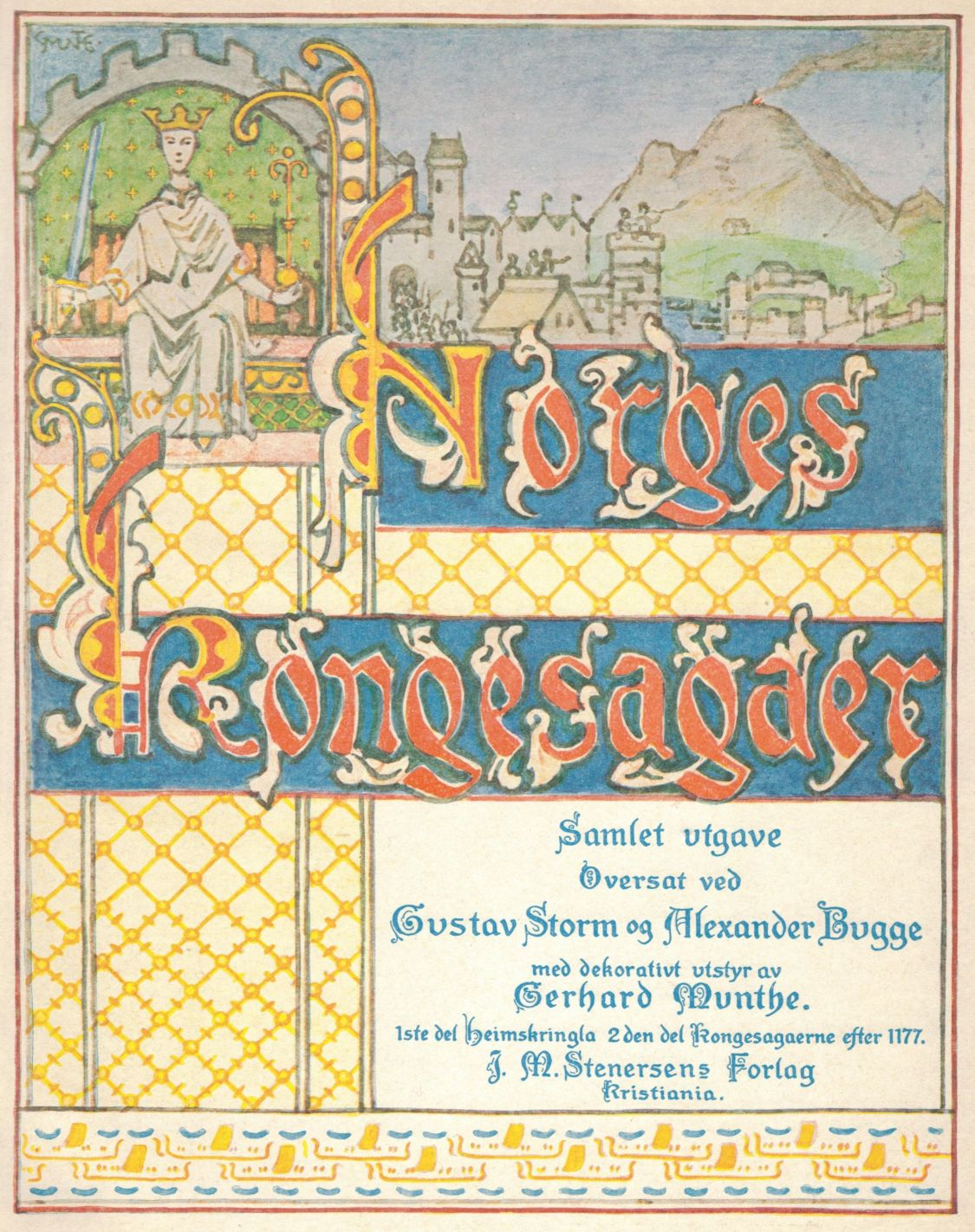
Titelblatt der Königssaga (Heimskringla)

Zusammen mit Erik Werenskiold arbeitete er von 1896 bis 1899 an einer Neuauflage von Snorri Sturlusons Königssaga Heimskringla. Werenskiold wurde zuerst vom Verleger beauftragt, doch Munthe übernahm die Leitung über die dekorative Ausgestaltung. Er fertigte Zeichnungen an, wählte Schrifttypen und Papier und band die Arbeit. Weiterhin entwarf er Titelfriese und Vignetten für die Ynglingasaga, die ein zentraler Bestandteil des Buches ist. Für die Balladensammlung Draumkvedet von 1904 war er ebenfalls für die Illustration und Bindung verantwortlich, aber auch für handgezeichnete Texte. Er entwickelte sogar einen eigenen Mittelalterschrifttyp.

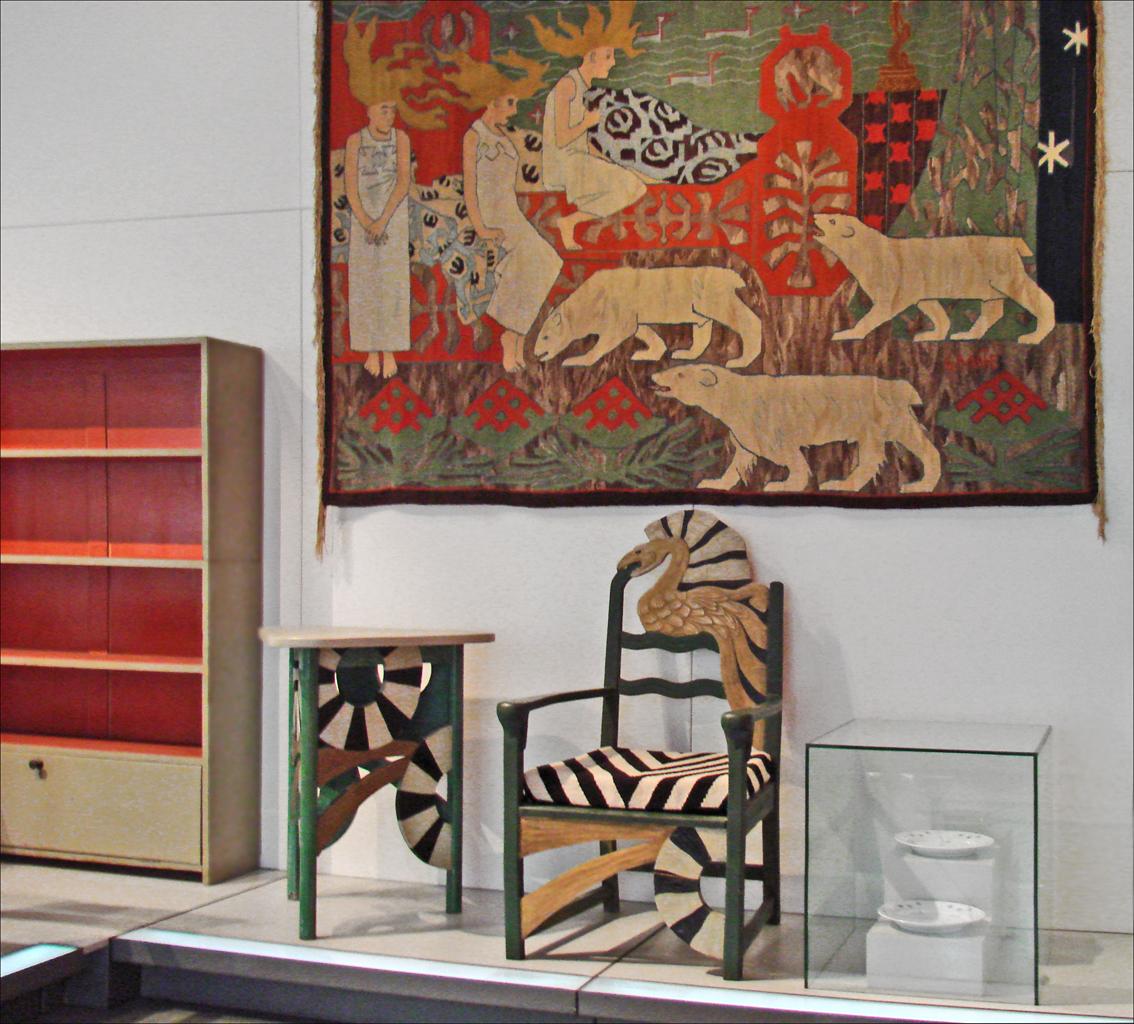
Bildwirkerei: Beilere, darunter Tisch und Stuhl des Eventyrrom

1896 sicherte der Mäzen Axel Heiberg Munthe das Projekt Eventyrrom (deutsch: Märchenraum) im Holmenkollen Turisthotell. Fortan beschäftigte er sich mit Raumausstattung und Rauminstallationen. Das erste Holmenkollen Turisthotell, entworfen vom Architekten Holm Hansen Munthe, brannte ein Jahr nach seiner Entstehung nieder. Das neue Hotel wurde vom Architekten Ole Sverre wie das vorherige im Drachenstil entworfen. Die Inneneinrichtung im Jugendstil griff ebenfalls Elemente aus der Volkskunst und Sagen sowie Blumen und Tiermotive auf. Munthe sollte nun einen 8,12 Meter mal 5,17 Meter großen Raum in ein Märchenzimmer verwandeln. Der Raum mit einer Deckenhöhe von 2,80 Meter besaß zwei Türen auf den Längsseiten und ein Fenster auf einer der Stirnseiten. Die Decke gestaltete er mit zwei überlappenden Ringornamenten. Das obere Muster zeigte schwarze Ringe mit 150 Zentimeter Durchmesser und das Äußere rote, zahnradförmige Ringe mit 75 Zentimeter Durchmesser. Umrandet wurde dieses Muster mit einer 28 Zentimeter breiten Borte aus Zickzacklinien, die wahrscheinlich schwarz und gelb waren. Zeichnungen zeigen birnenförmige Ornamente, die unter die Borte geschraubt werden sollten, doch sie wurden nicht realisiert, genauso wie die acht Rosetten, die das Ringmuster durchbrechen sollten. Die Wände hatten einen 130 Zentimeter hohen Sockelbereich, der üppig verziert und in viele Teilelemente untergliedert wurde. Den oberen Abschluss der Wände bildete ein 20 Zentimeter breiter Fries mit einem gelben Sternmuster. Dies wurde auch genutzt, um alle Reliefs zu umranden. Das Fenster flankieren zwei Reliefpaneele, auf denen eine Landschaftsszene mit zwei Trollen und Sternen abgebildet ist. Es ist eine kleinere Version des Bildes To Gygrer (deutsch: zwei Trollriesen). In der Nähe des Fensters war eine Szene mit einem alten, versteckten Schloss zu sehen. Rechts davon fand sich eine überarbeitete Version von Blodsporene (deutsch: Blutspuren), das blutige Fußspuren eines Eisbären zeigte, der vom Schloss kam. Das Bild war mit starken konturierten Farbflächen, fast perspektivlos, gemalt und machte den starken japanischen Einfluss deutlich. Ein Baum mit verspielt geschwungenen Linien war ein Zugeständnis an den Jugendstil. An der Stirnseite gegenüber dem Fenster war eine geschnitzte und vereinfachte Version des Bildes Trollbotn angebracht. Über der Szene war der Schriftzug Bjerget det Blaa (deutsch: der blaue Berg) eingearbeitet. Die Szene zeigte eine verängstigte Prinzessin mit einer Krone, die von vier kleinen Trollen auf einem Boot entführt wird. Sie rudern auf einen Berg zu, vor dem ein stilisierter Schwan wartet. Das Motiv stammte wahrscheinlich aus dem Volkslied Åsmund Frægdagjævar, in dem die Prinzessin Ermelin von Trollen in den Berg entführt wird. Daraufhin wurde Åsmund Frægdagjævar vom König ausgeschickt, um seine Tochter zu retten. Eine solche Szene sah man neben der Tür zum Hotel, die wie ein Felsen geformt war. Der Prinz reitet auf eine eisern gerahmte Tür zu, über der bedrohlich Eiszapfen hängen. Zugleich kämpft er gegen einen Drachen. Doch schon hinter der Tür warten mehrere Trollfrauen. Ihre Kleider stellte Munthe als Ornamentflächen dar, die in markanten Konturen geschnitzt wurden. Die gleichen Ornamentflächen finden sich im Bild Beilerne. Diese Szene war auf der anderen Seite der felsenförmigen Tür zu sehen, allerdings abgeändert von der ursprünglichen Version. Statt der drei Schwestern gibt es nur noch eine Frau; sie ist keine irdische Prinzessin, sondern die Prinzessin Aurora borealis mit flammenden Haaren. Der Eisbär in der Szene, von denen es im Ursprungswerk drei gab, symbolisiert den in der Nacht verwandelten Prinzen. Über der Tür war der Schriftzug Nordon under fjöllo djupt under hello der leikar det geschrieben. Es ist der Refrain des Volksliedes Liti Kersti. Die gegenüberliegende Tür im französischen Stil besaß ein großes, fast halbkreisförmiges Fenster. Darin war eine Eule mit ausgebreiteten Flügeln abgebildet. Eulen sind ein häufiges Element des Jugendstils. Weiterhin entwarf Munthe Möbel für den Raum, die betont asymmetrisch waren. Sie konnten mit den anglo-japanischen Möbeln des Franzosen Émile Gallé verglichen werden. Die Stühle waren mit Pfauen geschmückt, die ein zentrales Symbol des Aesthetic Movement für Schönheit darstellen, aber auch in der japanischen Kunst eine große Rolle spielen. Im Eventyrrom hat Munthe eine freie Interpretation alter Sagen und Volkslieder erschaffen. Seine Symbolik bezog sich sowohl auf nordischen Traditionen als auch auf japanische Sinnbilder. Auch der Japanologe und Vertreter des Jugendstils Eugène Grasset sah deutliche Bezüge Munthes zum Japanischen. Im Frühjahr 1897 wurde der Raum fertiggestellt. Im Jahr 1914 wurde das Hotel jedoch durch einen Brand zerstört.
Seit 1897 war Munthe Vorstandsmitglied des norske Husflidsforening (norwegischer Kunsthandwerkerverband).
In den Jahren 1898 und 1899 baute Munthe sein Haus in Lysaker. Das Haus ist durch einen Brand zerstört worden, doch eine Reihe von Aquarellen zeigt, wie es ursprünglich aussah. In Anlehnung ans greenery-yallery Movement, einer Bewegung, die ihre Ursprünge im Japanischen hat und blasse Farben in Kombination mit Grün und Gelb verwendet, gestaltete Munthe seine Eingangshalle und das Wohnzimmer. Werenskiold, der Munthe besuchte, schrieb in einem Brief an Grønvold, dass es schön sei und vor Farben leuchtete, so dass es schon fast zu viel sei.

### Rauminstallationen
In den folgenden Jahren übernahm Munthe mehrere Aufträge für Raumausstattungen, unter anderem für einige Privathäuser und die Håkonshalle in Bergen (1910 bis 1915), für die er den ersten Entwurf schon 1904 anfertigte. Die Dekorationen und Möbel wurden jedoch 1944 durch eine Explosion zerstört. Für die Treppenhalle der Osloer Börse fertigte er zwei große Gemälde an. Ausgangspunkt seiner Möbelentwürfe waren einfache Bauernmöbel und traditionelle Stadtmöbel. Er legte Wert auf Einfallsreichtum, der seiner Meinung nach dem zeitgenössischen Design fehlte. Zudem wollte er ein norwegisches Design erschaffen und sagte: »Alt vi omgav os med i vore boliger tilhørte fremmed tankegang og fremmed oppfindsomhet, og gjorde oss derfor hjemløse i vor egen stue.« (Auf Deutsch: »Alles, womit wir uns in unserem Heim umgeben, gehört zu einem fremden Gedankengut und einer fremden Erfindungsgabe und das macht uns zu Heimatlosen in unserem eigenen Wohnzimmer.«) Er wollte, dass Norwegen mit seiner eigenen Tier- und Pflanzenwelt eigene Gedanken entwickelt und eigene Ornamente schafft. Seine stilisierten oder naturalistischen Wandbilder bildeten oft den Ausgangspunkt für seine Raumkreationen. Er arbeitete bis zu einem gewissen Grad mit Keramik und Silber und entwarf Tapeten.
Mit Minder og Meninger veröffentlichte Munthe 1919 ein Buch über seine Gedanken zur Kunst, Vorträge und gesammelte Zeitungsartikel. Sie machen den Hauptbestandteil der Sammlung aus. Um seine Kunstauffassung jedoch vollständig zu verstehen, sollte man die Briefe an seine Kollegen hinzuziehen, da die Sammlung ohne Zusammenhang untereinander aufgeführt ist.
Von 1891 bis 1925 erschuf Munthe 85 Motive, von denen viele in mehreren Ausführungen erstellt wurden, sodass rund 300 Einzelbilder entstanden.

## Werke (Auswahl)
Gemälde

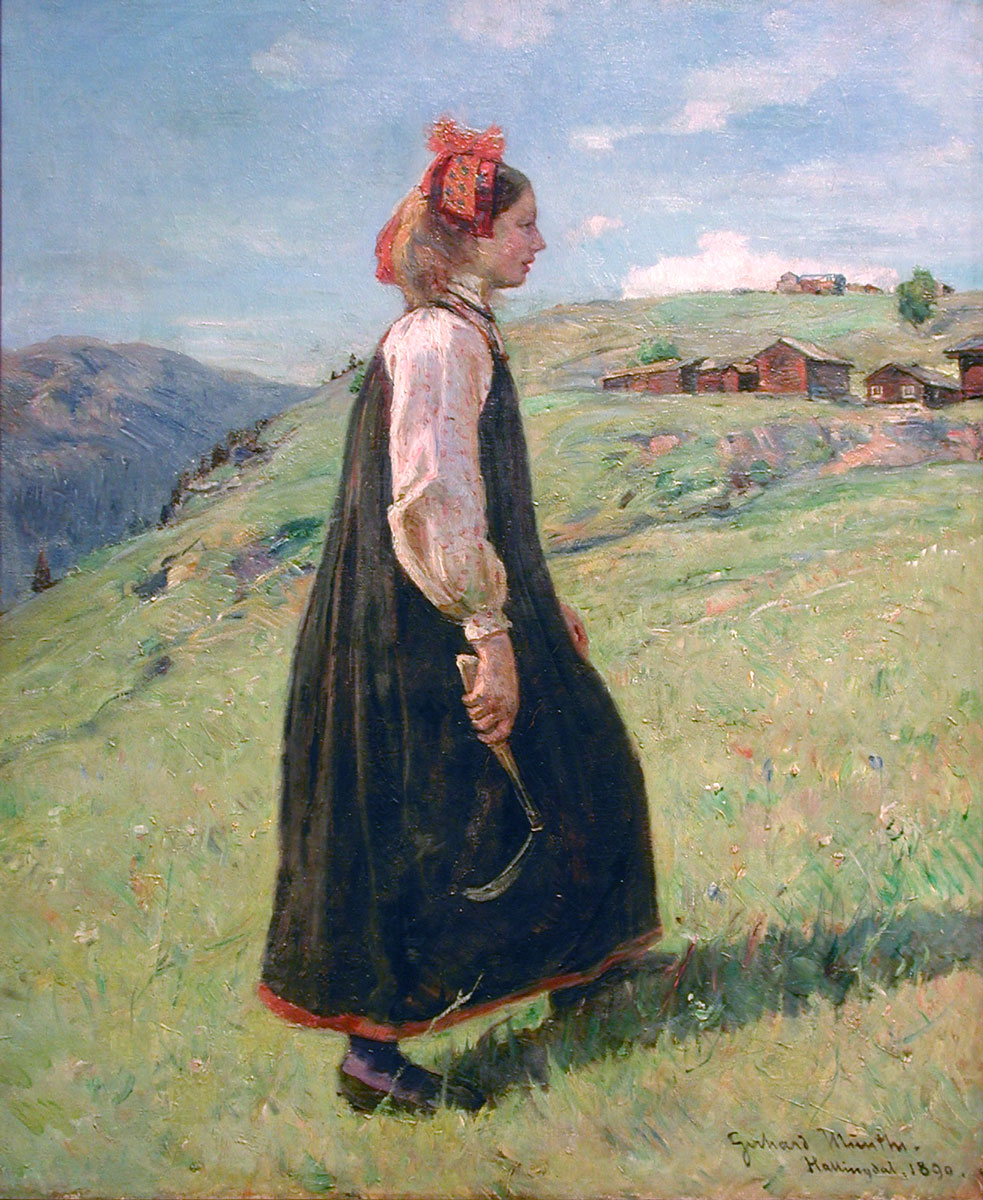
Budeia (1890)

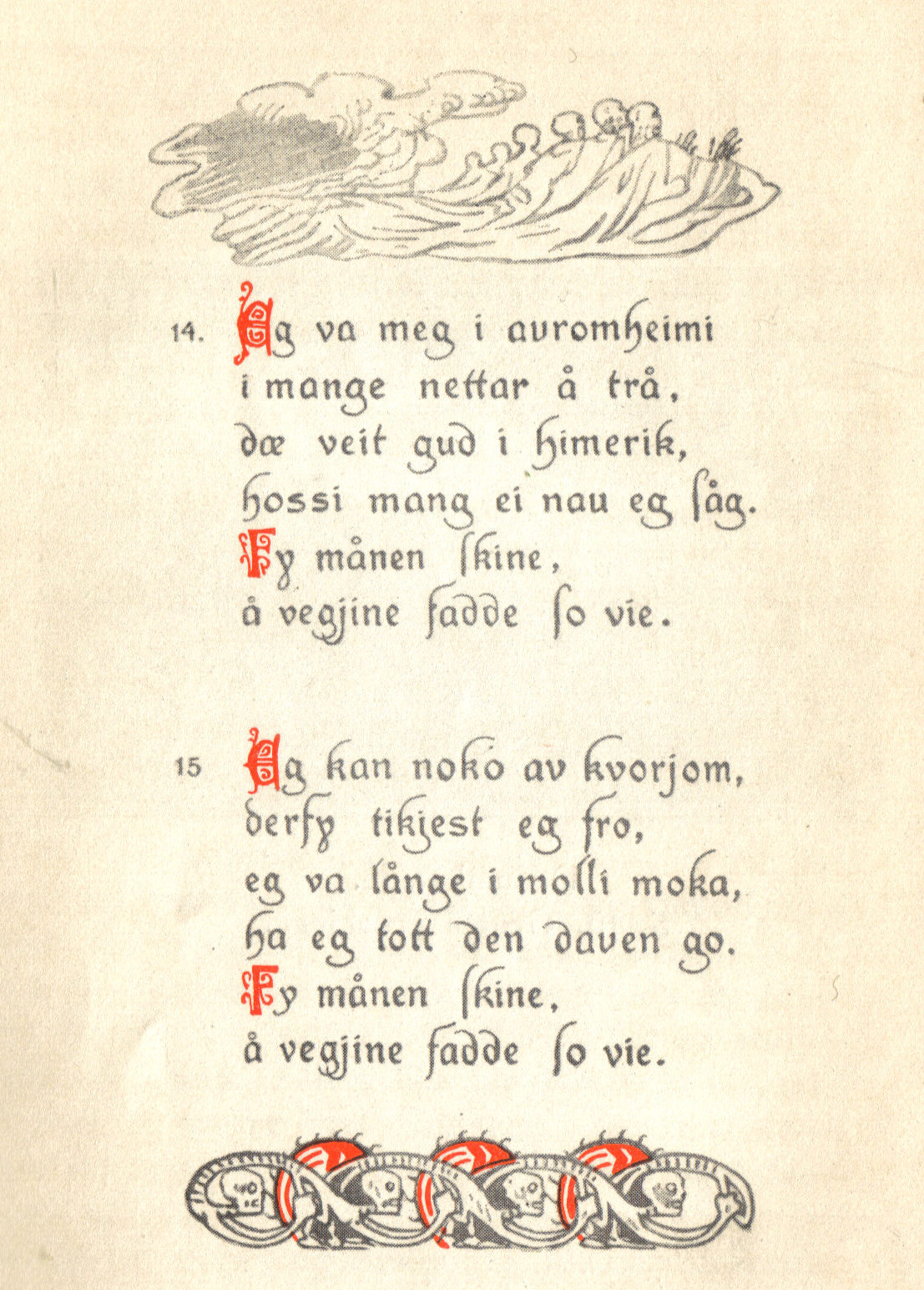
Seite 7 der Draumkvæde (1904)

- 1876 Folk som rydder Nyland (Høstlandskap)
- 1879 Forstadsparti
- 1880 Nevlunghavn
- 1883 Efter Regn
- 1884 Høyonn
- 1885 Idyll
- 1885 Bondehagen
- 1888 Aften i Eggedal
- 1889 Husmansplass
- 1889 Vår
- 1890 Budeia
- 1891 Blåveis
- 1892 Blodtårnet
- 1892 Trollebotn
- 1892 Beilere (Nordlysdøtrene)
- Friere
- Mørkredd
- Helhesten
- Den onde stemor
- Sorte epler
- Blodsporene
- To gyrger
- 1902–1904 Åsmund Frægdegjævar – Serie

Illustrationen
- 1896–1899 Illustrationen für die Neuauflage der Heimskringla
- 1904 Illustrationen für die Draumkvedet

Rauminstallationen
- 1896–1897 Eventyrrom im Holmenkollen Turisthotell
- eigenes Haus in Lysaker
- 1903 drei Säle im Kunstindustriemuseum in Oslo
- 1910–1915 Håkonshalle in Bergen
- Osloer Börse
- 1915 Ekeberg i Enebakk

## Auszeichnungen
- 1892 1. Ritter des St. Olav Ordens
- 1900 Goldmedaille auf der Weltausstellung in Paris
- 1904 Grand Prix auf der Weltausstellung in St. Louis
- 1907 Goldmedaille auf der Biennale in Venedig
- Ritter des Dannebrogorden
- Ritter des Nordstern-Orden